# Івано-Дуброво
Івано-Дуброво (рос. Ивано-Дуброво) — присілок в Мосальському районі Калузької області Російської Федерації.
Населення становить 51 особу. Входить до складу муніципального утворення Присілок Вороніно.

## Історія
Від 2004 року входить до складу муніципального утворення Присілок Вороніно.

## Населення
| 2002 | 2010 |
| ---- | ---- |
| 66   | ↘51  |